# شورتشي
شورتشي هي مدينة ومقر مقاطعة شورتشي في ولاية صرخنداريا في أوزبكستان.